# Ingrid von Wantoch Rekowski
Ingrid von Wantoch Rekowski, née en 1967, est une metteuse en scène de théâtre de nationalité franco-belgo-allemande[réf. nécessaire]. Elle vit à Bruxelles et travaille au niveau international.  

## Biographie
De nationalité franco-allemande, Ingrid von Wantoch Rekowski est née en 1967 à Bad Godesberg (Rhénanie-du-Nord-Westphalie). Elle étudie d’abord le piano, la danse et la peinture aux États-Unis avant d’aborder la mise en scène à l’Institut national supérieur des arts du spectacle (INSAS) à Bruxelles. Ces appétits et compétences multiples façonnent un langage inédit mêlant les codes des différentes disciplines étudiées. Elle crée ainsi des spectacles insolites, développe une théâtralité polyphonique et pluridisciplinaire qui s’étend aux champs de l’opéra, de la performance ou de la vidéo. Théâtre musical et foisonnement baroque, formes théâtrales plus hybrides, poétiques et décalées, voilà son terrain de recherche; l’interrogation de l’humain, de ses désirs et sentiments désaccordés, son champ de bataille.[réf. nécessaire] En 1994, elle fonde la compagnie de théâtre Lucilia Caesar à Bruxelles qui offre une assise logistique et réflexive à ses projets. 
Le parcours d’Ingrid von Wantoch Rekowski passe par de nombreux festivals et maisons de théâtre ou d’opéra européens, jalonné de collaborations avec des écrivains, chefs d’orchestre et compositeurs de grand renom. Elle dirige également de nombreux ateliers pour interprètes en formation.

## Liste de spectacles
- 2015 : Le Stéréoscope des solitaires (théâtre musical), Césaré Centre national de création musicale, Reims Scènes d’Europe, Manège de Reims
- 2012 : Impromptus (performances), Musée de Flandre Cassel, Bozar
- 2012 : Limbus Limbo (opéra bouffa), Percussions de Strasbourg, Festival Musica, Théâtre National Strasbourg, Opéra Comique
- 2011 : It will take about 7 minutes (théâtre musical), Bozar Music, Flagey, Ars Musica
- 2011 : Meguru de Jean-Pierre Deleuze, commande du festival Ars Musica Bruxelles
- 2011 : Raphaël, les Sirènes et le Poulet (théâtre musical), en collaboration avec le pianiste Jean-Philippe Collard-Neven, Théâtre National Bruxelles
- 2010 : Lorette et Monsieur K sur fond bleu (performance), INSAS, Centre Georges Pompidou, Musée d’Ixelles
- 2009 : Lapsit exillis (théâtre musical), en collaboration avec l'organiste Jérôme Giersé, Théâtre National Bruxelles
- 2006 : Mondschatten (opéra) de Younghi Pagh-Paan (direction musicale Johannes Debus), Staatsoper Stuttgart, New World Music Festival
- 2005 : Tango des Centaures (théâtre musical) en collaboration avec Pascal Quignard et Kris Defoort : Théâtre national de Belgique Bruxelles, Zürcher TheaterSpektakel, La Rose des vents Villeneuve-d'Ascq
- 2004 : Marguerite, l'Âne et le Diable (théâtre musical): Beursschouwburg Bruxelles, Teatro Regio Parma, Manège de Reims, Rose des Vents Villeneuve d'Ascq
- 2004 : Rubens-Metamorfoses (vidéo) : Rubens 2004 Anvers, Manège de Reims, Festival international de danse Lausanne, Opéra de Lille
- 2003 : La vergine dei dolori (oratorio) d'Alessandro Scarlatti (direction musicale Rinaldo Alessandrini), Teatro San Carlo Naples, La Monnaie Bruxelles, Opéra national de Bordeaux
- 2003 : Métamorphoses II d’Avila (performance), Brigittines Bruxelles
- 2002 : Métamorphoses nocturnes (vidéos), Beursschouwburg Bruxelles
- 2001 : In H-moll (théâtre musical) d’après J. S. Bach : Musica Strasbourg, Wiener Festworchen, Festival Perspectives Saarbrücken, Mozarteum Salzburg, Bouffes du Nord PARIS, Teatro Due Parma
- 2001 : Lohengrin (opéra de chambre) de Salvatore Sciarrino (direction musicale Beat Furrer), Musik-Biennale Berlin, T&M Nanterre, Musica Strasbourg, Huddersfield Contemporary Music Festival, Ars Musica Bruxelles
- 2000 : Ein geistliches Bankett (cantates) de Bach (direction musicale Konrad Junghänel), Opéra de Hambourg
- 1999 : La Chose effroyable dans l’oreille de V (théâtre musical), T&M Nanterre, Marstall München, Le Maillon, Hebbel Theater Berlin
- 1999 : Cena furiosa (madrigaux) de Monteverdi (direction musicale Marc Minkowski), Festival international d'art lyrique d’Aix-en Provence, La Monnaie Bruxelles, KunstenFESTIVALdesArts Bruxelles
- 1998 : Life on a String (opéra de chambre), de Qu Xiao-song (direction musicale Muhai Tang), KunstenFESTIVALdesArts Bruxelles, Festival d'automne à Paris, Festival international d'Édimbourg, Marstall München
- 1997 : Le Jardin des graves et aigus (performance), Botanique Bruxelles
- 1996 : A-Ronne II (théâtre musical) de Luciano Berio : Les Brigittines à Bruxelles, Hebbel Theater Berlin, GRAME Lyon, Bouffes du Nord Paris, Festival de Marseille, Opéra-Comique et Festival Agora Paris. Prix Tenue de ville du meilleur spectacle 1997